# Catocala irana
Catocala irana är en fjärilsart som beskrevs av Brandt 1938. Catocala irana ingår i släktet Catocala och familjen nattflyn. Inga underarter finns listade i Catalogue of Life.